# Bouquemont
Bouquemont je francouzská obec v departementu Meuse v regionu Grand Est. Žije zde 118 obyvatel.

## Geografie

### Sousední obce
| Růžice kompasu | Tilly-sur-Meuse |  | Troyon  | Růžice kompasu |
| Růžice kompasu | Sever           |  |         | Růžice kompasu |
| Růžice kompasu | Bouquemont      |  |         | Růžice kompasu |
| Růžice kompasu | Jih             |  |         | Růžice kompasu |
| Růžice kompasu | Thillombois     |  | Woimbey | Růžice kompasu |